# أوتو مايسنر
أوتو ميسنر (بالألمانية: Otto Meissner) (و. 1880 – 1953 م) هو سياسي ألماني، ولد في بيستشويلير، كان عضوًا في الحزب النازي، توفي في ميونخ، عن عمر يناهز 73 عاماً.

## التعليم
تعلم في جامعة ستراسبورغ.

## جوائز
حصل على جوائز منها:
- شارة الحزب الذهبية
- Order of Public Instruction [الإنجليزية]‏
- وسام استحقاق جمهورية ألمانيا الاتحادية
- صليب حديدي.

## روابط خارجية
- أوتو ميسنر على موقع مونزينجر (الألمانية)